# PGA Express
PGA Express — португальская авиакомпания со штаб-квартирой в городе Кашкайш, специализирующаяся на пассажирских перевозках в аэропорты Испании в рамках франчайзингового соглашения с региональной авиакомпанией Portugália.
Портом приписки перевозчика является Муниципальный аэропорт Кашкайш.

## Маршрутная сеть
Авиакомпания PGA Express выполняет пассажирские рейсы из Лиссабона в испанские города Ла-Корунья, Бильбао, Малага и Памплона.

## Флот
По состоянию на февраль 2008 года воздушный флот авиакомпании PGA Express состоял из следующих самолётов: :
- 2 Beechcraft 1900D